# Anexarea Crimeii de către Federația Rusă
Anexarea Crimeii de către Federația Rusă se referă la un proces politico-militar, care a avut loc în 2014, prin care Peninsula Crimeea, la acel timp parte a Ucrainei, a intrat sub controlul Rusiei și a fost integrată cu forța ca doi subiecți federali - Republica Crimeea și orașul federal Sevastopol.

## Situația politică în Ucraina
Până în anul 2013, în Ucraina s-a format un vector pentru apropierea de UE. După negocieri îndelungate, conducerea Ucrainei nu a fost împotriva semnării acordului de asociere cu UE în noiembrie 2013, însă conducerea superioară a Rusiei s-a opus categoric, așa cum au afirmat în repetate rânduri.
Ulterior, președintele Ucrainei Viktor Ianukovici și prim-ministrul Ucrainei Nikolai Azarov au refuzat să semneze acordul de asociere cu UE, се a dus la proteste în masă ale populației din Ucraina. Aceste acțiuni în Ucraina au fost denumite „Euromaidan”. În curând, cererile de asociere cu UE s-au transformat în cereri pentru demisia actualului conducător al țării și declanșarea alegerilor anticipate. După anunțul lor, pe 21 februarie Viktor Ianukovici a fugit din Ucraina, iar susținătorii Euromaidanului au preluat controlul asupra Parlamentului, guvernului și administrației prezidențiale.

## Anexarea Peninsulei Crimeea

### Pregătirea anexării
În 2013, conducerea militară rusă, sub pretextul asigurării securității Jocurilor Olimpice de iarnă de la Soci, pe teritoriul Caucazului de Nord, în districtul militar sudic al Federației Ruse, a fost creat un grup separat de trupe cu un număr de 12.000 de militari, care a început să se antreneze pentru a bloca spațiul maritim și aerian. Această grupare de trupe a fost consolidată suplimentar de unități din Ministerul Afacerilor Interne, Serviciul Federal de Securitate, Ministerul Situațiilor de Urgență și alte structuri de forță ale Federației Ruse, cu un număr de 61.000 de persoane.
În Ucraina, pe teritoriul Crimeii, s-a remarcat intensificarea antrenamentelor militare al Flotei rusești in Mării Negre, trupelor de coastă, si pușcașilor marini, care se antrenau in întărirea protecției obiectelor și capturarea lor. În aceeași perioadă, nu au existat semnale care aratau că Rusia se pregatește pentru acțiuni agresive împotriva Ucrainei și a ocupării ulterioare a Crimeii.
În ianuarie 2014, toate structurele Flotei rusești din Marea Neagră au fost consolidate. Sub pretextul necesității de a asigura securitatea Jocurilor Olimpice de Iarnă de la Soci și a situației instabile din Ucraina, în perioada 20-28 februarie, s-a petrecut mișcarea secretă cu navele flotei rusesti in Marea Neagră, a unităților speciale din Rusia în Crimeea.
Despre pregatirea din timp a anexării Crimeii dovedește si faptul că prin ordinul Ministerului al Apărării Rus din 21 ianuarie 2014 a fost emisă Medalia «Pentru întoarcerea Crimeii».

### Începutul anexării
În Ucraina, începutul ocupației se consideră perioada 20-22 februarie 2014, când Rusia a început acțiuni agresive deschise. La 23 februarie 2014, sistemul de control al districtului militar sudic al forțelor armate Ruse a fost pus în alertă deplină, gruparea militară din Crimeea și Rusia a început o operațiune la scară largă pentru ocuparea Peninsulei Crimeea. In aceeași zi s-au încheiat Jocurile Olimpice de Iarnă de la Soci.
Președintele rus Vladimir Putin în 2015 într-un interviu pentru filmul «Crimeea. Drumul spre casă» a spus că, pe 23 februarie 2014, a fost comandată desfășurarea operațiunii militare în Crimeea.

### Reacția populației locale
Începând cu 23 februarie 2014, în orașele Crimeii au început mitingurile ucrainenilor și tătarilor crimeeni  în sprijinul Kievului. Mitingurile în favoarea desprinderii peninsulei de Ucraina au avut loc cu participarea membrilor familiilor militarilor ruși, a angajaților întreprinderilor care deservesc flota din Marea Neagră și a activiștilor pro-ruși ai partidelor «Unitatea Rusă» și «Blocul Rus», care au fost sprijinite financiar de Moscova.
Cu scopul de a bloca activitatea parlamentului din Crimeea, la 26 februarie 2014, susținătorii tătarilor din Crimeea și ai noului guvern ucrainean, conduși de M. Dzhemilev și R. Chubarov, s-au adunat în fața clădirii parlamentului. Lor s-au opus susținătorii mișcării pro-ruse «Unitatea Rusă» a lui S. Aksenov. După capturarea clădirilor Consiliului Suprem și a Consiliului de Miniștri din Crimeea de către militarii ruși nemarcați, s-a început urmărirea penală și arestarea liderilor pro-ucraineni.
În perioada de pregătire a referendumului, Mejlisul a cerut populației să nu participe la el. Tătarii din Crimeea au făcut apel la președinții Turciei, Kazahstanului și Azerbaidjanului pentru a nu permite ieșirea Crimeii din componența Ucrainei, iar la ONU să întroducă menținătorii păcii.

### Acțiunile forțelor armate rusești
Militarii forțelor armate ruse situate pe teritoriul peninsulei Crimeea, începând cu 24 februarie 2014, cu ajutorul tehnicii militare au blocat drumurile din orașul Sevastopol, iar în dimineața zilei de 27 februarie 2014, aproximativ 110 de militari ruși înarmați, îmbrăcați în uniforme militare fără semne de identificare, au ocupat clădirea Consiliului Suprem și Consiliul Miniștrilor din Crimeea. Reprezentanții autorităților ruse și mass-media rusă au negat participarea personalului militar rus la acțiuni ilegale și au numit aceste structuri armate «forțe de apărare a Crimeii».
La 28 februarie 2014, militarii ruși nemarcați au blocat aeroporturile din Simferopol și Sevastopol, întreprinderile de stat «Krymaeroruh» și sediul Forțelor Navale din Simferopol. Navele militare ucrainene, navele și ambarcațiunile serviciului de frontieră ucrainean au fost blocate de navele flotei rusești din Marea Neagră. După capturarea aerodromului militar Gvardeyskoye de către militarii ruși, 11 elicoptere de luptă Mi-24 și 8 avioane militare de transport Il-76 cu forță militară suplimentară au intrat în Crimeea.
Începând cu 1 martie 2014, militarii ruși înarmați fără semne de identificare (oamenii verzi) au fost scoși în centrul Simferopolului. Autostrăzile către Ucraina continentală au fost blocate. În aceeași zi, Consiliul Federației Ruse a permis președintelui Vladimir Putin să folosească forțele armate ruse pe teritoriul Ucrainei. În același timp, V. Putin a spus că nu va anexa Crimeea, iar introducerea trupelor va fi o «misiune umanitară»  Pe data de 15 martie 2014, cu sprijinul a 4 elicoptere de luptă și 3 vehicule blindate în satul Strelkovoe din zona Arbatscaia Strelca, regiunea Kherson au aterizat 80 de parașutiști ruși.
Militarii fără semne de identificare (oamenii verzi) încep să-i oblige pe militarii ucraineni să treacă pe partea Rusiei, iar în caz de refuz, navele și obiectele militare vor fi capturate cu ajutorul forțelor speciale, elicopterelor și ambarcațiunilor maritime.
În luna martie 2014, pe teritoriul Crimeii, erau concentrați 12.500 de militari ruși, 92 de vehicule blindate, 24 de instalații de artilerie, 22 de avioane, 37 de elicoptere și 27 de nave militare.
Pe 15 martie 2015, canalul public rus de televiziune Rossia 1, a difuzat filmul documentar „Crimeea. Drumul spre casă”, în care este prezentat că Rusia era pregătită să apeleze la arme nucleare în caz că SUA și aliații săi ar fi intervenit militar în favoarea Ucrainei. În film apare însuși președintele Rusiei, Vladimir Putin, declarând că în Crimeea au fost amplasate baterii de rachete de coastă, dotate cu rachete antinavale Yakhont / Onyx "Bastion". El a menționat că aceste sisteme au fost instalate în așa fel încât să poată fi văzute dinspre mare și de sateliți, pentru a descuraja orice fel de tentativă de atac asupra peninsulei.

### Referendumul privind independența și alăturarea la Rusia
Informațiile despre un posibil referendum privind statutul Crimeii au apărut pentru prima dată pe 24 februarie 2014, în timpul unei vizite la Simferopol a unui grup de deputați ai Dumei de Stat a Rusiei condus de L. Sluțchii. Data referendumului a fost stabilită la ședința Consiliului Suprem al Crimeii din 27 februarie 2014, în perioadă сând clădirea Parlamentului era controlată de militarii ruși nemarcați. Inițial referendumul trebuia să aibă loc la 30 martie 2014, dar ulterior a fost amânat la data 16 martie 2014.
La rândul său, reprezentantul Comisiei Electorale Centrale a Ucrainei, A. Maghera, a spus că organizarea unui referendum în Crimeea este tehnic imposibilă din cauza blocării de către Ucraina accesului la registrul alegătorilor. Ultimul recensământ al populației din Ucraina a fost efectuat în anul 2001.
Referendumul cu privire la aderarea Crimeii la Federația Rusă a avut loc în Republica Autonomă Crimeea pe 16 martie 2014. Pentru petrecerea referendumului, au fost tipărite peste 1,5 milioane de buletine de vot, cu excepția Sevastopolului. Rezultatele oficiale arată că 95% din participanții la scrutin au votat în favoarea alipirei Crimeii la Rusia. Totuși, rezultatele referendumului sunt sub semnul întrebării, cifrele fiind considerate «umflate», iar legitimitatea sa nu a fost recunoscută de Ucraina și comunitatea internațională.
Procesul a stârnit multe controverse și este considerat de către UE, G7, OSCE, NATO si ONU drept o anexare ilegală [2], care a început ca urmare a intervenției Rusiei în Republica Autonomă Crimeea și în orașul Sevastopol, diviziuni administrative ale Ucrainei, și după ce autoritățile locale nerecunoscute și-au declarat independența față de Ucraina și au organizat un referendum, sub ocupație militară rusă, referendum nerecunoscut și considerat ilegal de guvernul de la Kiev și de comunitatea internațională.
Rusia consideră procesul acesta de aderare a națiunii independente „Republica Crimeea”, proclamată atunci când regiunile s-au unit și, ulterior, au solicitat admiterea lor în Rusia, în conformitate cu un referendum care, care conform poziției ruse, reflecta o astfel de dorință. Ucraina contestă tratatul, deoarece nu recunoaște independența Republicii Crimeea sau aderarea în sine ca fiind legitime. Aceeași poziție este luată și de Adunarea Generală a Națiunilor Unite, care a adoptat Rezoluția 68/262, confirmând „integritatea teritorială a Ucrainei în cadrul granițelor sale recunoscute pe plan internațional”. Vladimir Putin a recunoscut în cele din urmă că în timpul referendumului armata rusă era prezentă în toată peninsula, după ce anterior declara că trupele înarmate sunt forțe de autoapărare locale.

### Alăturarea Crimeii la Rusia
La 17 martie 2014, Consiliul Suprem nelegitim al Crimeii, pe baza rezultatelor «referendumului», a adoptat o rezoluție «Despre independența Crimeii». În aceeași zi, Vladimir Putin a semnat un decret prin care se recunoaște Crimeea ca stat independent.
Pe 18 martie la Curtea Constituțională a Rusiei a parvenit o cerere de la președintele Rusiei cu privire la verificarea constituționalității acordului de alipire a Crimeii la Federația Rusă. Cererea a fost primită spre examinare fără audiții publice. și pe 19 martie Curtea Constituțională a declarat că acordul este în concordanță cu constituția. În aceeași zi Vladimir Putin a remis acordul spre ratificare la Duma de Stat.
Pe 20 martie Duma de Stat a ratificat acordul cu un singur vot contra.
Pe 21 martie acordul a fost ratificat și de către Consiliul Federației și a fost adoptată o lege constituțională federală referitoare la formarea a două noi subiecte federale ale Rusiei. Pe 21 martie Vladimir Putin a semnat legea de ratificare a acordului de alipire Crimeii și legea constituțională federală cu privire la procedura de integrare a Crimeii și Sevastopolului în Federația Rusă și perioada de tranziție în integrarea noilor subiecte federale. În aceeași zi a fost creat districtul federal Crimeea. Reprezentantul împuternicit al președintelui Federației Ruse în Crimeea a fost numit Oleg Belabențev.
Pe 2 aprilie Putin a semnat decretul de includere a Crimeii în districtul militar de sud.
Pe 11 aprilie au fost adoptate constituțiile Republicii Crimeea și a orașului cu însemnătate federală Sevastopol și tot în aceeași zi noile subiecte federale au fost incluse în Constituția Federației Ruse. 
Din 25 aprilie 2014 între Crimeea și Ucraina a fost instituită „legal” unilateral frontiera de stat a Rusiei.

## Acțiuni ale autorităților ucrainene

### Rezistența împotriva capturării și anexării Crimeii
Odată cu începerea operațiunii deschise de către Rusia a ocupării peninsulei Crimeea, Ucraina a solicitat consultări urgente cu partea rusă, însă Kremlinul a refuzat.
Forțele armate din Ucraina de la 1 martie 2014 au fost puse în alertă. În aceeași zi, Ucraina a apelat la SUA, NATO și UE cu o cerere de a lua în considerare toate mecanismele posibile pentru protejarea integrității teritoriale a Ucrainei. Situația din Crimeea a fost supusă discuției de către Ucraina la o reuniune urgentă a Consiliului de Securitate al ONU.
La ședința extraordinară a Parlamentului ucrainean, care a avut loc la 2 martie 2014, Rada Supremă a Ucrainei a adoptat un apel adresat semnatarilor Memorandumului de la Budapesta cu o cerere de protejare a integrității Ucrainei. Deputații au cerut de la V. Putin să nu trimită trupe militare în Ucraina.
În ajunul referendumului anunțat  pe 14 martie 2014 Curtea Constituțională a Ucrainei declară neconstituțional referendumul din Crimeea, iar Parlamentul din Ucraina pe data de 15 martie 2014, a luat decizia de a dizolva Parlamentul Crimeii.
În perioada capturării a Peninsulei Crimeea, structurilor de forță ucrainene nu li s-a ordonat să folosească arma și echipamentele militare, întrucât o astfel de acțiune ar fi considerată de către conducerea rusă drept utilizarea forțelor armate împotriva populației civile și a unităților militare rusești, ce ar permitea ca răspuns să se înceapă o agresiune pe scară largă a forțelor ruse deja pregatite. În plus, în 2014, pregătirea pentru luptă a forțelor armate ucrainene a fost de 50%, ceea ce nu i-ar permite să facă față forțelor rusești.
Pe baza declarației «ad hoc» depusă de guvernul Ucrainei, Curtea Penală Internațională la 24 aprilie 2014 a lansat o anchetă preliminară «Situația din Ucraina».

### Demersuri juridice internationale pentru întoarcerea Crimeii
Pentru a întoarce teritoriul anexat, Ucraina s-a concentrat la aducerea Rusiei în fața instanțelor internaționale.
La 2 mai 2018, Curtea Permanentă de Arbitraj din Haga a anunțat prima decizie unanimă în litigiul cu Rusia privind anexarea Crimeii și exproprierea proprietății a optsprezece companii ucrainene. Conform deciziei tribunalului de arbitraj, Rusia a fost obligată să plătească 159 milioane de dolari.
La 12 decembrie 2019, Curtea Federală Elvețiană a confirmat decizia anterioară a Arbitrajului de la Geneva conform căreia Rusia este obligată să plătească pentru dousprezece companii ucrainene o compensație de peste 82 de milioane de dolari din cauza pierderii activelor ca urmare a anexării Crimeii.
La 11 decembrie 2020, procurorul Curții Penale Internaționale Fatou Bensouda a anunțat finalizarea anchetei preliminare în dosarul «Situația din Ucraina» și conformitatea lui criteriilor Cărții de a investiga infracțiuni, comise în Crimeea.
La 14 ianuarie 2021, Marea Cameră a Curții Europene a Drepturilor Omului a declarat parțial admisibilă plângerea privind încălcările sistematice ale drepturilor omului în Crimeea, depusă de Ucraina împotriva Rusiei. Curtea a fost de acord cu poziția Kievului conform căreia peninsula a intrat sub controlul de facto al Rusiei la data de 27 februarie 2014.
În viitor, în cazul acestui dosar, CEDO va lua în considerare 14 puncte de acuzare împotriva Rusiei pentru investigarea necorespunzătoare a cazurilor legate de dispăriția oamenilor în Crimeea, ilegal lăsa oamenii fără libertate și torturarea lor, interzicea ședințele publice și mitingurile, urmărea  Mass-media vorbitoare nu în limba rusă, urmărea liderii religioși, acorda ilegal cetățenia rusă și a hărțuia tătarii din Crimeea. Dosarul Ucrainei împotriva Rusiei în sine nu se referea la statutul juridic al Crimeii.
De asemenea, Curtea Permanentă de Arbitraj din Haga examinează cererea a Ucrainei împotriva Rusiei privind acuzațiile de utilizarea ilegală a resurselor naturale în apele Mării Negre și Azov, însușirea zăcământului de gaz Odessa, precum și celor de lângă Crimeea. În plus, Rusia este acuzată de Ucraina pentru blocarea tranzitului prin strâmtoarea Kerci, construirea ilegală a unui pod și controlul ilegal asupra pescuitului.

### Pașii politico-diplomatici
La 26 februarie 2021, președintele Ucrainei V. Zelensky a semnat un decret privind organizarea summitului internațional al Platformei Crimeii în Ucraina, care are ca scop de a oferi o viziune strategică a politicii internaționale față de Crimeea, de a consolida atenția și resursele comunității internaționale în direcția Crimeii pentru a forța Rusia să revină la dreptul internațional și să pună capăt ocupării teritoriilor ucrainene.
Inițiativa diplomatică a Platformei Crimeii a primit sprijin în ONU, G7, UE, APCE, NATO, OCMN și în țările cele mai puternice din lume. De asemenea, inițiativa se promovează activ de autoritățile ucrainene în Uniunea Africană, ASEAN, MERCOSUR, ОСІ.
La primul summit inaugural ce a avut loc la Kiev pe 23 august 2021, au participat delegații din 43 de țări, conducerea Consiliului European, Comisiei Europene, Consiliului Europei, NATO și GUAM. În total au participat țările membre NATO, UE, G7, В9, Triunghiul Lublin, Trio Asociat. 
În timpul summitului, participanții au semnat o declarație prin care au condamnat acțiunile agresive ale Rusiei și au solicitat sfârșitul ocupației Republicii Autonome Crimeea și a orașului Sevastopol; de asemenea, a fost solicitată restabilirea integrității teritoriale a Ucrainei în cadrul frontierelor sale recunoscute la nivel internațional. 
Pentru a monitoriza permanent situația din regiune cu privire la drepturile omului, situația economică și de mediu, patrimoniul cultural etc., la Kiev a fost deschis Oficiul principal al Platformei Crimeea.
De ademenea este planificată deschiderea unor oficii similare în străinătate.
Având în vedere sprijinul semnificativ în  activitatea platformei Crimeea, la primul summit inaugural a fost creată Rețeaua internațională de experți a Platformei Crimeea, la care au fost invitați să se alăture organizațiile neguvernamentale internaționale și naționale, centrele de analitică și comunitățile de experți.

## Angajamente bilaterale cheie între Rusia și Ucraina

### Carta ONU
În calitate de membri ai ONU, Rusia și Ucraina s-au angajat să se abțină în relațiile lor de la amenințarea sau utilizarea forței împotriva integrității teritoriale sau a independenței politice reciproce.

### Actul final din Helsinki
În calitate de semnatari al Actului final de la Helsinki, în conformitate cu «Declarația asupra principiilor care acționează în relațiile dintre statele participante» semnată Rusia și Ucraina s-au angajat să respecte inviolabilitatea frontierelor și integritatea teritorială reciprocă. 

### Memorandumul de la Budapesta
În 1994, semnatarii Memorandumului de la Budapesta, Statele Unite, Marea Britanie și Rusia, au oferit Ucrainei garanții de securitate în legătură cu aderarea sa la Tratatul de neproliferare a armelor nucleare. Conform Tratatului, Ucraina a renunțat la armele nucleare ale URSS, iar Statele Unite, Marea Britanie și Rusia s-au angajat să:
- respecte independența, suveranitatea și granițele existente ale Ucrainei
- se obțina de la amenințarea sau utilizarea forței împotriva integrității teritoriale sau a independenței politice a Ucrainei
- se nu foloseasca niciodată armele împotriva Ucrainei, cu excepția scopurilor de autoapărare sau în orice alt mod în conformitate cu Carta ONU.[38]

### Acordul de prietenie, cooperare și parteneriat
Acordul de prietenie, cooperare și parteneriat, încheiat între Rusia și Ucraina în 1997, a confirmat inviolabilitatea granițelor existente între ele și a asigurat că părțile contractante își construiesc relațiile între ele pe baza principiilor de:
- respect reciproc;
- egalitate suverană;
- integritate teritoriala;
- inviolabilitatea frontierelor;
- soluționarea pașnică a litigiilor;
- neutilizarea forței sau amenințarea cu forța, inclusiv metode economice și alte metode de presiune,
- dreptul popoarelor de a dispune liber de propriul destin;
- neamestec în afacerile interne;
- respectarea drepturilor omului și a libertăților fundamentale;
- cooperarea între state;
- îndeplinirea conștiincioasă a obligațiilor internaționale asumate, precum și a altor norme general recunoscute ale dreptului internațional.[57]

### Acordul privind prezența flotei rusești din Marea Negră pe teritoriul Ucrainei
După disființarea URSS, în 1994, Flota Mării Negre a fost împărțită între Rusia și Ucraina într-un raport procentual de 80/20. Ucraina a fost de acord ca Rusia să închirieze obiectele sale de infrastructură navale din Crimeea, după ce a semnat cu aceasta «Acordul privind statutul și condițiile șederii flotei rusești de la Marea Neagră pe teritoriul Ucrainei» care permite șederea personalului militar rus în Crimeea, dar limitează însă regimul șederii acestora la condițiile stabilite prin acord și interzice prezența masivă a personalului militar rus în locuri publice pe teritoriul Crimeii.

## Poziția comunității internaționale
Procesul a stârnit multe controverse și este considerat drept o anexare ilegală de către UE, G7, OSCE, ONU si NATO, care a început ca urmare a intervenției Rusiei în Republica Autonomă Crimeea și în orașul Sevastopol, unități administrative ale Ucrainei, și după ce autoritățile locale nerecunoscute și-au declarat independența față de Ucraina și au organizat un referendum, sub ocupație militară rusă, referendum nerecunoscut și considerat ilegal de guvernul de la Kiev și de comunitatea internațională.
Rusia consideră procesul acesta ca aderarea națiunii independente „Republica Crimeea”, proclamată atunci când regiunile s-au unit și, ulterior, au solicitat admiterea lor în Rusia, în conformitate cu un referendum care, care conform poziției ruse, reflecta astfel de dorință. Ucraina contestă tratatul, deoarece nu recunoaște independența Republicii Crimeea sau aderarea în sine ca fiind legitime. Aceeasi pozitie este luata si de Adunarea Generală a Națiunilor Unite, care a adoptat Rezolutia 68/262, confirmand „integritatea teritoriala a Ucrainei în cadrul granițelor sale recunoscute pe plan internațional”. Vladimir Putin a recunoscut în cele din urmă că în timpul referendumului armata rusă era prezentă în toată peninsula, după ce anterior declara că trupele înarmate sunt forțe de autoapărare locale.

## Integrarea în Federația Rusă
Integrarea Crimeii în Federația Rusă este procesul de încorporare a Crimeii în Rusia. Integrarea este oficial asociată cu o perioadă de tranziție, stipulată în art. 6 din acordul de alipirea a Crimeii la Rusia, care va dura până la 1 ianuarie 2015.
Integrarea Crimeii în Rusia a fost organizată și înfăptuită într-un mod destul de rapid de conducerea Rusiei. Astfel, începând deja din luna martie până în mai-iunie 2014 o mare parte din caracteristicile, elementele și structurile sociale, economice, administrative ș.a. au fost racordate la standardele Federației Ruse.
Pe 27 martie, ministrul învățământului din Rusia, Dmitri Livanov, a anunțat că toți absolvenții din Crimeea vor primi atestate de model rusesc.
Pe durata lunii aprilie Banca Centrală a Federației Ruse a creat în regiune Banca Crimeii și a trecut sfera financiară din administrarea ucraineană în cea rusă, încetând activitatea în regiune a o serie de bănci ucrainene. Valuta oficială în regiune a devenit rubla rusă, iar circulația hrivnei ucrainene a fost limitată printr-o lege a Dumei de Stat din 16 mai.
Din 11 august, oficiile de stare civilă din Crimeea activează în conformitate cu legislația rusă, eliberând certificate de tip rusesc.
Pe 31 octombrie Guvernul Federației Ruse a instituit în Crimeea o zonă economică liberă.

## Reacții
State ce și-au exprimat îngrijorarea sau speranță pentru soluționarea pașnică a conflictului
     Sprijină integritatea teritorială a Ucrainei
     Condamnă acțiunile Rusiei
     Condamnă acțiunie Rusiei ca o intervenție militară sau invazie
     Sprijină acțiunile Rusiei și/sau condamnă guvernul interimar ucrainean
     "Recunosc interesele Rusiei"
     Ucraina
     Rusia

Reacția internațională la Criza din Crimeea, conform declarațiilor guvernamentale oficiale.
----
State ce și-au exprimat îngrijorarea sau speranță pentru soluționarea pașnică a conflictului
Sprijină integritatea teritorială a Ucrainei
Condamnă acțiunile Rusiei
Condamnă acțiunie Rusiei ca o intervenție militară sau invazie
Sprijină acțiunile Rusiei și/sau condamnă guvernul interimar ucrainean
"Recunosc interesele Rusiei"
----
Ucraina
Rusia

- Președintele interimar Oleksandr Turcinov a declarat la începutul acestor proteste că există un "risc serios" de separatism în aceste părți ale țării.[66]
- Președintele american Barack Obama: „Statele Unite se raliază poziției comunității internaționale, în sensul că orice intervenție militară în Ucraina nu va rămâne fără consecințe.”[67]
- Secretarul de stat american John Kerry a făcut un apel către Vladimir Putin: „Nu suntem în Rocky IV”, îndemnând Rusia sa respecte integritatea teritorială a statului ucrainean. De asemenea, potrivit afirmațiilor lui Kerry, Putin ar trebui sa „îi asculte cu atenție pe ucrainienii care și-au exprimat dorința de schimbare”.[68]
- Președintele rus a însărcinat guvernul să studieze chestiunea acordării de ajutor pentru asigurarea păcii și stabilității în Crimeea[necesită citare]
- Președintele Traian Băsescu a declarat că „prezența trupelor Rusiei în Ucraina, fără acordul acesteia, poate fi considerată agresiune. România nu este afectată direct”.[69]
- Președintele Nicolae Timofti a declarat că își exprimă profunda îngrijorare în legătură cu ultimele evoluții din Ucraina, în special privind situația în jurul peninsulei Crimeea, și acțiunile cu caracter militar întreprinse de autoritățile Federației Ruse[70].

## Recunoașterea la nivel mondial
Marea majoritate a comunității internaționale nu a recunoscut Republica Crimeea și Sevastopol ca parte Rusiei. Multe țări din America de Nord, Europa, Oceania și America Centrală, precum și din Asia și Africa, au denunțat deschis referendumul și alipirea, și continuă să considere Crimeea ca diviziune administrativă a Ucrainei. De menționat că, totuși, unele state au recunoscut referendumul. Celelalte rămase și-au păstrat opinia neutră. Rezoluția 68/262 a Adunării Generale a Organizației Națiunilor Unite (susținând poziția că Crimeea și Sevastopol rămân parte a Ucrainei) a adunat 100 voturi pentru și 11 contra, alte 58 de state abținându-se, iar 24 din 193 state membre nu au luat parte la voting din motiv că au absentat. Cele 100 de state care au votat în favoarea Ucrainei, reprezintă aproximativ 34% din populația globului, cele 11 care au fost contra reprezintă circa 4.5%, cele 58 care s-au abținut reprezintă circa 58%, iar cele 24 absente reprezintă circa 3.5%.
Câteva membre ale Națiunilor Unite și-au expus poziția referitor la recunoașterea Republicii Crimeea și Sevastopolului ca subiecte federale ale Rusiei:
- Afganistan[71]
- Cuba[72]
- Nicaragua[73]
- Rusia[74]
- Siria[71]
- Venezuela[71]

Poziția  Belarusului este vagă: ea include "Ucraina trebuie să rămână stat integru, indivisibil, ne-aliat" și "Pentru Crimeea, nu îmi place când integritatea și independența țării este violată", și totuși "Astăzi Crimeea este parte a Federației Ruse. Nu mai contează că recunoaștem sau nu, faptul rămâne." și "Chiar dacă Crimeea va fi recunoscută ca regiune a Federației Ruse de-jure, asta nu mai contează".
Trei state non-membre ONU au recunoscut rezultatele referendumului: Abhazia, Ossetia de Sud, și Nagorno-Karabah. Cea de-a patra, Transnistria, pe 18 martie a trimis o cerere de alipire la Federația Rusă urmând exemplul Crimeii. Pe 16 aprilie Transnistria a cerut Rusiei și Națiunilor Unite să-i recunoască independența. Putin cunoaște despre cererea de recunoaștere Transnistriei, conform lui Dmitri Peskov.
Următoarele state au recunoscut Referendumul din Crimeea din 2014.
| Stat            | Membru ONU | Data           | Referințe            |
| --------------- | ---------- | -------------- | -------------------- |
| Rusia           | Da         | 17 martie 2014 | [ 81 ]               |
| Venezuela       | Da         | 17 martie 2014 | [ 82 ] [ 83 ]        |
| Osetia de Sud   | Nu         | 17 martie 2014 | [ 84 ]               |
| Abhazia         | Nu         | 17 martie 2014 | [ 84 ]               |
| Kazahstan       | Da         | 18 martie 2014 | [ 85 ] [ 82 ]        |
| Armenia         | Da         | 19 martie 2014 | [ 86 ] [ 82 ] [ 83 ] |
| Nagorno-Karabah | Nu         | 19 martie 2014 | [ 87 ]               |
| Kîrgîzstan      | Da         | 20 martie 2014 | [ 88 ] [ 82 ]        |
| Uganda          | Da         | 21 martie 2014 | [ 89 ] [ 90 ]        |
| Afghanistan     | Da         | 22 martie 2014 | [ 82 ] [ 91 ]        |
| Coreea de Nord  | Da         | 22 martie 2014 | [ 82 ] [ 83 ]        |
| Siria           | Da         | 22 martie 2014 | [ 82 ] [ 83 ]        |
| Belarus         | Da         | 23 martie 2014 | [ 92 ] [ 93 ] [ 83 ] |
| Cuba            | Da         | 27 martie 2014 | [ 83 ]               |
| Bolivia         | Da         | 27 martie 2014 | [ 83 ]               |
| Nicaragua       | Da         | 27 martie 2014 | [ 83 ]               |
| Sudan           | Da         | 27 martie 2014 | [ 83 ]               |
| Zimbabwe        | Da         | 27 martie 2014 | [ 83 ]               |

## Anexarea Crimeii în media
- Filmul documentar rusesc „Crimeea. Drumul către casă”, regizat de Andrei Kondașov.[94][95]

## Viziune
Din motive politice și economice, Rusia are ca plan anexarea Crimeii, deoarece dorește să-și extindă teritoriul.
"Republica Crimeea este considerată parte componentă a Federației Ruse începând de la semnarea acordului", afirmă Kremlinul. Această afirmație dă de inteles că după ce Rusia va semna acordul in data 23.04.2014, Crimeea va apartine Rusiei. Crimeea a fost și rămâne în sufletul rușilor o parte integrantă a Rusiei.
Crimeea a fost cedată în 1954 Ucrainei de liderul sovietic Nikita Hrușciov, o decize, care, potrivit lui Vladimir Putin, a "încălcat normele constituționale" din acel moment. "Când Crimeea a ajuns dintr-o dată în componența altui stat (după dezmembrarea URSS), Rusia a simțit că a fost nu doar furată, ci jefuită", a mai afirmat liderul rus. "Referendumul din Crimeea a fost organizat în conformitate deplină cu procedurile democratice și dreptul internațional", a declarat Vladimir Putin, într-un discurs susținut în Parlament, unde a fost primit cu aplauze prelungite. Vladimir Putin a insistat că rezultatele referendumului de duminică, unde locuitorii din Crimeea s-au pronunțat masiv în favoarea alipirii peninsulei la Rusia, nu pot fi contestate.
Liderul rus a mai afirmat că pensinsula Crimeea are legături istorice, culturale, religioase și spirituale cu locuitorii din Rusia, Ucraina și Belarus, ceea ce explică poziția Moscovei față de regiune. Președintele rus a făcut referire și la persecutarea etnicilor tătari din Crimeea și a altor minorități din spațiul sovietic și a asigurat că noile autorități de la Simferopol doresc să repare aceste lucruri: una dintre măsurile acesteia vizează limba tătara să devină oficială în Crimeea, alături de rusă și ucraineană. Vladimir Putin l-a criticat pe liderul sovietic Nikita Hrușciov, afirmând că acesta a cedat Crimeea Ucrainei fără să țină seama de dorința locuitorilor din regiune.